# 박명원 (아나운서)
박명원(1979년 5월 27일 ~ )은 대한민국의 KBS 아나운서이다.

## 학력
- 서강대학교 국어국문학과 학사

## 경력
- 2007년 : KBS 33기 공채 KBS 아나운서 (KBS전주방송총국, KBS 대전방송총국 근무)

## 출연 프로그램
TV
- THE 비빔밥 KBS전주
- 음식기행 삼道삼米
- 現TV이웃 다정다감
- 現뉴턴의 사과나무

라디오
- 생방송 대전입니다
- 5시N대.세.남

뉴스
- 現KBS 제1라디오 아침종합뉴스
- 現KBS 뉴스광장
- 現KBS 뉴스 930